# 东方今报
《东方今报》总部位于中国河南省郑州市，是中国大陆唯一一家由广播电视系统主管主办的综合类都市新闻日报。2004年9月1日创刊。东方今报由河南省广电局打造、原隶属于河南电视台和大象出版社，现隶属于河南广播电视台的河南大象融媒体集团。其针对的主要读者群是河南省城市人口，覆盖河南全省。《东方今报》创刊两个月的时候发行量已突破31万份，且全部发行在全省省辖市市区，被业内人士誉为“中原报业一匹黑马”、“中国成长最快的都市报”。

## 概况
《东方今报》的主要创始人为时任河南省广电局副局长马国强，马此前为河南另一份都市报《大河报》的总编。通过收编《东方家庭报》，几乎挖掉《大河报》多年积累人材的半壁江山。
该报的新闻理念为“办百姓信赖的都市报”，每周一至周六出版，报纸初创期，其瘦报的新款式，和清新的新闻语言，给河南报业市场带来不小的冲击。《大河报》乃购置新华社河南分社的报纸《河南商报》，作为与《东方今报》以及《郑州晚报》抗衡的外部屏障，但并没有遏制住《东方今报》的快速成长。
《东方今报》为了迅速开拓市场，在发行、广告上不吝资金，甚至采取订阅一年赠送一年的方式，创刊3年即耗资2亿多元，到2006年该报才扭亏为盈，广告达到1亿元，在河南报业市场已经站稳了脚跟，确立了自己第二的位置，成为《大河报》之后河南第二大报纸，远超《郑州晚报》和《河南商报》。
目前，《东方今报》、河南电视台（9个频道）、河南广播电台（9个频率）同属河南广电传媒体系，与《大河报》、《河南商报》、《河南日报》的河南日报报业集团体系形成了对垒的格局。

## 參看
- 大河报
- 河南商报